# Shirota Yuu
Shirota Yuu (城田優 Thành Điền Ưu) (sinh ngày 26 tháng 12 năm 1985) là một diễn viên và ca sĩ Nhật Bản.
Anh nổi tiếng với vai diễn Tezuka Kunimitsu trong Prince of Tennis live-action và Prince of Tennis musical (nhạc kịch), Tuxedo Kamen (Tuxedo Mặt nạ) trong nhạc kịch Thủy thủ Mặt Trăng (Sailor Moon). Shirota còn là một thành viên của nhóm D-Boys.

## Tiểu sử

### Cuộc sống trước kia
Shirota mang hai dòng máu Tây Ban Nha và Nhật Bản. Cha anh là người Nhật và mẹ là người Tây Ban Nha. Vì mẹ là người Tây Ban Nha, nên Shirota sống ở Barcelona từ lúc anh 3 tuổi cho đến đến lúc anh 7 tuổi. Anh trở về Nhật từ hồi học tiểu học và vẫn nói tiếng Tây Ban Nha cho đến bây giờ.
Theo Shirota, khi còn nhỏ, gia đình anh ấy rất thích hát, và anh đã mượn đàn của chị gái và mẹ anh đã dạy piano cho anh. Điều đó đã nuôi dưỡng sở thích âm nhạc trong anh. Bản nhạc đầu tiên mà Shirota viết là vào năm lớp 4 với tựa đề là "The tear". Prince of Tennis Musical Interview

### Nghề nghiệp
Shirota xuất hiện trong vài mẩu quảng cáo, chương trình tv, nhạc kịch và phim.
Shirota đã từng diễn trong video clip của Hoshimura Mai, "Stay with you" (2002) và MISIA, "In my soul" (2003). Vào tháng 9 năm 2006, anh ấy, cùng với một thành viên khác của D-Boys, Endo Yuya, tham dự vào video clip của RAG FAIR, "Kimi no Tame ni Boku ga Tate ni Naro", với vai một chàng trai trẻ cầu hôn người yêu của mình.
Và Shirota còn diễn trong loạt quảng cáo cho các game như Tokimeki Memorial Girl’s Side, có thể xem tại đây, Shadow Hearts From the New World (2005), có thể xem tại đây.
Shirota diễn một phần trong phim chiếu trên internet (net drama) của công ty Watanabe, Hice Cool (2005), cùng với một số thành viên khác của nhóm D-Boys, Yanagi Kotaro, Endo Yuya và Adachi Osamu. Bộ phim truyền hình tiếp theo của Shirota là Hit Parade, mô tả lại cuộc sống thật của Mickey Curtis. Bộ phim này đã được trình chiếu vào ngày 26-5-2006 trên đài Fuji TV. Cùng diễn chung với Shirota là một số thành viên của D-Boys: Wada Masato, Araki Hirofumi, Kaji Masaki, Suzuki Hiroki, Endo Yuya và Seto Kouji.
16-11-2005, Shirota phát hành Idol DVD, With U Lưu trữ ngày 11 tháng 11 năm 2006 tại Wayback Machine. DVD với bài hát chủ đề "Natsu no Owari ~ Mou Kako no Koi" do chính tay anh ấy tự viết lời và sáng tác nhạc.
Shirota cũng xuất hiện trên một chương trình radio của đài FM Osaka 851, phát sóng trực tiếp vào ngày 7-10-2006.

### Với D-Boys
Tháng 10 năm 2004, Shirota gia nhập vào nhóm D-BOYS Lưu trữ ngày 17 tháng 11 năm 2006 tại Wayback Machine của công ty Watanabe Entertainment.
Giống như các thành viên khác trong nhóm D-Boys, Shirota cũng có blog Lưu trữ ngày 17 tháng 11 năm 2006 tại Wayback Machine và thỉnh thoảng anh ấy cập nhật nội dung và đoạn video chào mở đầu.
Trở thành một thành viên của D-Boys đã cung cấp cho Shirota rất nhiều cơ hội thực tập biểu diễn trong một nhóm và kỹ năng diễn xuất.
Nhóm D-Boys đã phát hành 2 album ảnh. Photobook đầu tiên phát hành ngày 27-4-2005 với tựa đề là D-Boys, cái thứ hai phát hành ngày 25-3-2006 với tên Start. Cả hai đều có đăng hình của Shirota trong đấy.
Shirota sở hữu một chương trình radio "Marvelous Radio Vibration" cùng với một vài thành viên nữa của D-Boys, Yanagi Kotaroh và Yukki. Chương trình bắt đầu phát sóng vào ngày 5-5-2005 và kết thúc vào ngày 1-4-2006.
Gần đây nhất, Shirota xuất hiện trong một vài tập của bộ phim tài liệu của nhóm D-Boys, DD-Boys. Bộ phim quay trong khoảng thời gian từ 10-4 đến 25-9 năm 2006 và hiện nay đã có DVD.

### Trong vaiTuxedo Kamen/Chiba Mamoru(Sailor Moon Musicals)
Từ năm 2003 đến năm 2004, Shirota trở thành một trong 7 người diễn vai Tuxedo Kamen (Tuxedo Mặt nạ) trong nhạc kịch Sailor Moon. Ngày công diễn đầu tiên của anh là 2-1-2003 trong vở 2003 Winter Special Mugen Gakuen – Mistress Labyrinth (Kaiteiban). Shirota có trình diễn live kỹ năng đánh đàn guitar trong vở Starlights – Ryuusei Densetsu.
Các vở nhạc kịch có Shirota tham gia:
- 2002 Musical Bishoujo Senshi Sailor Moon Aki no Fan Kansha Event
- 2003 Winter Special Musical Bishoujo Senshi Sailor Moon Mugen Gakuen - Mistress Labyrinth (Kaiteiban)
- 2003 Musical Bishoujo Senshi Sailor Moon GW Fan Kansha Event
- 2003 Summer Special Musical Bishoujo Senshi Sailor Moon Starlights * Ryuusei Densetsu
- 2003 Musical Bishoujo Senshi Sailor Moon Aki no Fan Kansha Event
- 2004 Winter Special Musical Bishoujo Senshi Sailor Moon Kakyuu-Ouhi Kourin THE SECOND STAGE FINAL
- 2004 Summer Special Musical Bishoujo Senshi Sailor Moon Shin - Kaguya Shima Densetsu Golden Week Fan Kansha Event
- 2004 Summer Special Musical Bishoujo Senshi Sailor Moon Shin - Kaguya Shima Densetsu NEW LEGEND OF KAGUYA ISLAND

Năm 2004, với vở diễn New Legend of Kaguya Island, Shirota tốt nghiệp trong vai Tuxedo Kamen. Đêm đó (5-11-2004), sau khi diễn xong, trong bộ đồ của "hoàng tử Trái Đất", Shirota đã nói vài lời chia tay và nhận hoa từ Amano Hironari, người đã diễn vai Tuxedo trước Shirota. Và Shirota đã khóc. Xem tại đây

### Trong vaiTezuka Kunimitsu(Prince of Tennis musical)
Sau vai diễn Tuxedo Kamen, Shirota được chọn vào vai Tezuka Kunimitsu, đội trưởng của đội tennis trường trung học Seigaku. Và từ năm 2005 đến năm 2006, Shirota trở thành diễn viên thứ 3 diễn vai đó trong nhạc kịch Prince of Tennis. Anh ấy công diễn lần đầu tiên trong vai Tezuka vào ngày 8-1-2005 trong vở Winter 2004-2005 Side Yamabuki ở Osaka. Trong cùng năm đó, Shirota được chọn vào cùng vai trong bộ phim điện ảnh của serie manga/anime Prince of Tennis. Trong suốt các vở nhạc kịch của Prince of Tennis, Shirota diễn cùng với các thành viên khác của nhóm D-Boys như Endo Yuya, Yanagi Kotaroh, Kaji Masaki, Suzuki Hiroki, Adachi Osamu, Araki Hirofumi và Wada Masato.
Các vở diễn có Shirota tham gia:
- Tenimyu in Winter: Side Yamabuki - Featuring St Rudolph
- Dream Live 2nd: Second Live concert
- Imperial Match Hyotei
- Hyoutei in Winter
- Dream Live 3rd: Third Live concert

Shirota phát hành album riêng trong vai Tezuka Kunimitsu, Best Actor’s album, vào năm 2005 (The Prince of Tennis Imperial Match Hyoutei Gakuen: Best Actor’s Series 001 – You Shirota as Kunimitsu Tezuka).
Ngày 29-3-2006, trong Dream Live 3rd, anh đã tốt nghiệp cùng với các diễn viên của đội Seigaku.

### Trong vaiTezuka Kunimitsu(Prince of Tennis live-actionfilm)
Shirota được chọn để vào vai Tezuka nhờ vào vai diễn trong musical. Các thành viên khác của đội Seigaku trong musical cũng được chọn để đóng phim. Chỉ duy nhất có một diễn viên mới trong đội Seigaku, đó là Hongo Kanata trong vai Echizen Ryoma, nhân vật chính.
Bộ phim được trình chiếu ngày 13-5-2006.

### Trong vai Natsumi (June Bride)
Bộ phim tiếp theo của Shirota là June Bride, chiếu từ ngày 27-5-2006. Anh ấy đóng vai chính, Natsumi. Bộ phim dựa trên một bộ manga của Satoshi Yoshida, Jyun Bride. Cùng diễn với anh có Araki Hirofumi, Suzuki Hiroki của D-Boys. June Bride Official Site Lưu trữ ngày 6 tháng 12 năm 2012 tại archive.today

### Trong vai Aki (Heat Island)
Trước tháng 10 năm 2006, Shirota đã hoàn thành bộ phim mới nhất, Heat Island (ヒートアイランド), dựa trên quyển sách cùng tên của tác giả Kakine Ryousuke. Shirota vào vai Aki, một tên gangster đường phố thường hay đi lang thang ở khu phố Shibuya (Tokyo). Nhân vật gặp rắc rối khi tình cờ nhặt được một số tiền lớn thuộc về một băng đảng tội phạm và một sòng bạc thuộc Yakuza. Cả hai băng nhóm đều vào cuộc để lấy lại số tiền đó. Bộ phim được phát hành vào mùa hè năm 2007. Các diễn viên cùng diễn với anh là Kitagawa Keiko, Kimura Ryo và Urata Naoya.

### TrongWaruboro
Hiện nay, trên trang web chính của nhóm D-Boys đang giới thiệu bộ phim mà Shirota diễn vai phụ chính, Waruboro (ワルボロ). Nam nhân vật chính là Shouta Matsuda, các diễn viên đóng chung là Kimura Ryo và Kaji Masaki, một thành viên của nhóm D-Boys. Bộ phim phỏng tác theo nửa tự truyện của Gettsu Itaya. Waruboro dự định sẽ trình chiếu vào hè năm 2007.

### Trong vai Anthony Hope (Sweeney Todd)
Năm 2007, Shirota sẽ diễn vai Anthony Hope, một thủy thủ vui tính, đồng hành với Sweeney Todd khi họ bị lấy mất con tàu. Vở nhạc kịch này sẽ được công diễn vào ngày 5-1-2007 đến ngày 29-1-2007 tại Nissay Theatre.

### Trong vai Amaya Ryuto (giá trị của Haken)
Trước khi năm 2006 kết thúc, Shirota đã kịp tham gia một bộ phim truyền hình mang tên Giá trị của Haken (ハケンの品格, Haken no Hinkaku),, đã chiếu trên NTV vào ngày 10-1-2007 và kết thúc vào ngày 21-3-2007. Nhân vật Amaya Ryuto có nửa dòng máu Tây Ban Nha, con trai duy nhất của Amaya Mayuko. Anh làm việc trong quán của mẹ, quán Cafe Cantante, dưới tư cách một bartender, chơi ghi-ta hoặc là vũ công flamenco. Ryuto được nuôi dưỡng ở nước ngoài nên có một số câu tục ngữ, thành ngữ của Nhật anh không hiểu. Trong phim còn có các diễn viên, Shinohara Ryoko, Koizumi Kotaro, Kato Ai và Oizumi Yo.

## Cuộc sống riêng
Tháng 4-2006, Shirota có kinh nghiệm đi học ngoại ngữ ở nước ngoài Lưu trữ ngày 13 tháng 11 năm 2006 tại Wayback Machine trong 1 tuần tại Australian Gold Coast. Kinh nghiệm của anh được ghi lại trong Language Study studying abroad 2007 Lưu trữ ngày 21 tháng 6 năm 2006 tại Wayback Machine với hơn 13 trang về suy nghĩ của Shirota sau chuyến đi đó.
Tháng 6-2006, Shirota đến thăm New York để xem 5 vở nhạc kịch: The Producers, Rent, Spelling Bee, Sweeney Todd và The phantom of the Opera.
Shirota, cùng với Araki Hirofumi đã đến buổi công diễn đầu tiên của Musical Tennis no Oujisama Advancemant Side Rokkaku feat. Hyoutei Gakuen vào ngày 3-8-2006 để chúc mừng Aiba Hiroki và Kujirai Kousuke.
Shirota có 1 anh trai lớn hơn 1 tuổi, Shirota Jun là nhà thiết kế và người mẫu cho bộ sưu tập Janji Lưu trữ ngày 20 tháng 3 năm 2007 tại Wayback Machine. Anh ấy còn là thành viên của ban nhạc Alma Lưu trữ ngày 9 tháng 4 năm 2007 tại Wayback Machine.

## Các bộ phim
| Năm  | Tên                            | Vai diễn                        | Chú thích                                         |
| ---- | ------------------------------ | ------------------------------- | ------------------------------------------------- |
| 2005 | Hice Cool                      | Makoto                          | Web Series                                        |
| 2006 | Pink no Idenshi                | Nakajo                          | phim truyền hình, xuất hiện trong episodes 12     |
| 2006 | Kami wa Saikoro wo Furanai     | Ayase                           | phim truyền hình, xuất hiện trong episodes 7      |
| 2006 | The Prince of Tennis           | Tezuka Kunimitsu                |                                                   |
| 2006 | June Bride                     | Natsumi                         | Vai chính                                         |
| 2006 | DD-BOYS                        | một vài vai diễn                | xuất hiện trong episodes 1-3, 5, 8, 12, 14, và 20 |
| 2006 | The Hit Parade                 | Mickey Curtis                   | phim truyền hình                                  |
| 2006 | Shoujo ni wa Mukanai Shokugyou | N/A                             | Net Drama                                         |
| 2007 | Haken no Hinkaku               | Ryuto Amaya                     | phim truyền hình                                  |
| 2007 | Hanazakari no Kimitachi e      | Kagurazaka Makoto (神楽坂 真言) | phim truyền hình                                  |
| 2007 | Arakure KNIGHT                 | N/A                             | đang quay                                         |
| 2007 | Seito Shokun                   | Ken Mizuhara                    | phim truyền hình                                  |
| 2007 | Heat Island                    | Aki                             | vai chính                                         |
| 2007 | Waruboro                       | không có thông tin              | đang quay                                         |
| 2012 | GTO: Great Teacher Onizuka     | Ryuuji Danma                    | phim truyền hình                                  |

## Âm nhạc

### Albums
Shirota chỉ mới phát hành một album. Đây là album được phát hành riêng cho series Prince of Tennis musicals.
| Năm  | Ảnh bìa | Thông tin | Bảng xếp hạng |
| Năm  | Ảnh bìa | Thông tin | JPN           |
| ---- | --- | --------- | ------------- |
| 2005 | Musical Tennis no Ohjisama (The Prince of Tennis) Imperial Match Hyotei Gakuen Best Actor's Series 001 You Shirota as Kunimitsu Tezuka - Ngày phát hành: 19-12-2005 - 1st Studio album - Formats: CD | N/A       |               |

Tên bài hát
Danh sách tên bài hát trong album:
1. "Owarinaki Stage"
2. "Ashita Fuku Kaze"
3. "Tachitsukusu Kanata"
4. "Instrumental - Tezuka vs Inui"
5. "Yudan Sezu ni Ikou - Kunimitsu Solo Edition"
6. "Instrumental - Kikumaru/Momoshiro vs Oshitari/Mukahi"
7. "Semero, Tsuyoku Nare"
8. "Instrumental - Fuji vs Akutagawa"
9. "Omae wa Seigaku no Hashira ni Nare - Kunimitsu Solo Edition"
10. "You Shirota Message for you"

## Musicals
- 2003-2004 Tuxedo Kamen - Sailor Moon Musicals
- 2005-2006 Tezuka Kunimitsu - The Prince of Tennis Musicals
- 2007 Anthony Hope - Sweeney Todd
- 2011 [Single] U

## Official DVDs
| Năm  | DVD    | Bìa DVD | Ngày phát hành |
| ---- | ------ | ------- | -------------- |
| 2005 | With U |         | 16-11-2005     |

## Các link wiki có liên quan
1. ↑  Haken no Hinkaku Official Site
2. ↑  "Shoujo ni wa Mukanai Shokugyou Official Site". Bản gốc lưu trữ ngày 16 tháng 4 năm 2007. Truy cập ngày 11 tháng 4 năm 2007.

- Wikipedia Japanese article on 城田優
- Wikipedia Japanese article on D-Boys

## Links
- http://www.shirotayuu.com
- Shirota's Official Blog Lưu trữ ngày 17 tháng 11 năm 2006 tại Wayback Machine
- Shirota's Official Blog with Video Introduction Lưu trữ ngày 17 tháng 11 năm 2006 tại Wayback Machine
- D-Boys Official Website
- The Prince of Tennis Movie Official Site Lưu trữ ngày 3 tháng 8 năm 2006 tại Wayback Machine
- Tenimyu Official site Lưu trữ ngày 13 tháng 8 năm 2006 tại Wayback Machine
- With U Official Site Lưu trữ ngày 11 tháng 11 năm 2006 tại Wayback Machine
- June Bride Official Site Lưu trữ ngày 6 tháng 12 năm 2012 tại archive.today
- Japanese Sweeney Todd Official Site Lưu trữ ngày 4 tháng 3 năm 2008 tại Wayback Machine
- Hit Parade Official Site Lưu trữ ngày 23 tháng 6 năm 2006 tại Wayback Machine
- Shirota's Run as Tuxedo Mask Lưu trữ ngày 27 tháng 11 năm 2006 tại Wayback Machine
- Tenimyu English fanlisting Lưu trữ ngày 12 tháng 5 năm 2008 tại Wayback Machine